# Oederemia subperla
Oederemia subperla är en fjärilsart som beskrevs av Rothschild 1914. Oederemia subperla ingår i släktet Oederemia och familjen nattflyn. Inga underarter finns listade i Catalogue of Life.